# Ivan Bunić mlađi
Ivan Bunić, nazvan Ivan Bunić mlađi (tal. Giovanni Bona) (u. 1712.), hrvatski pjesnik i pisac iz dubrovačke plemićke obitelji Bunića. U književnosti bio je učenik kardinala Tolomeja. Bavio se pjesništvom na hrvatskom i talijanskom, glazbom i plesom, prevodio je komedije s francuskog na hrvatski, a poznata je njegova verzija Marcijalovih epigrama. Umro je 1712. godine.